# 6-й Предпортовый проезд
6-й Предпорто́вый проезд — улица в Московском районе Санкт-Петербурга. Соединяет 5-й и 7-й Предпортовый проезды. Протяжённость — 570 м.

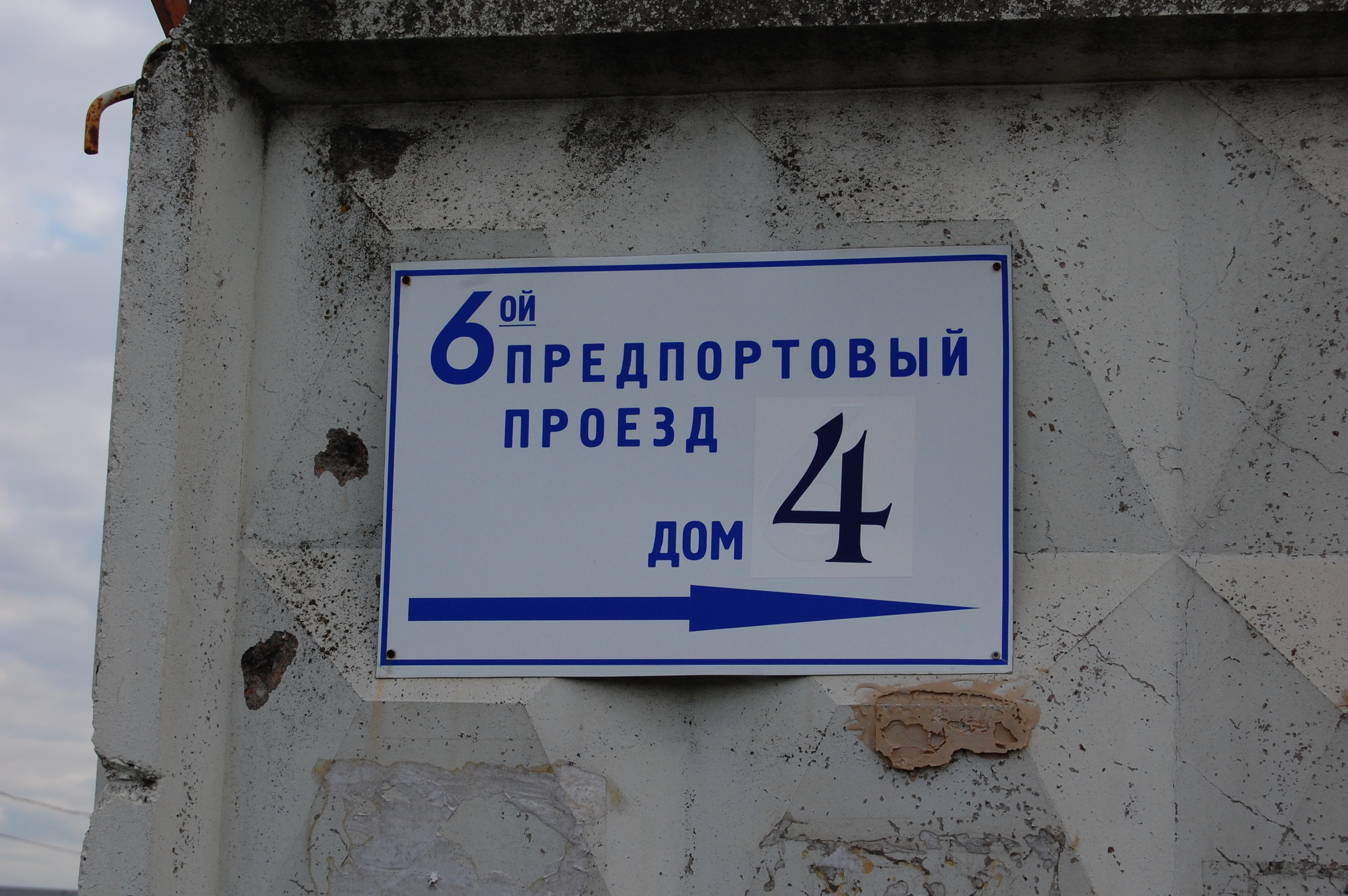
Указатель

## История
Проезд получил название в 1975 году.

## Здания и сооружения
- дома 6—8 — автобаза ПТС
- дом 14 — грузовое АТП № 37
- складские помещения
- производственные территории

## Транспорт
- Метро: «Московская» (2500 м), «Звёздная» (2200 м)
- Платформы: Предпортовая (970 м)

## Пересечения
С запада на восток:
- 7-й Предпортовый проезд
- 4-й Предпортовый проезд
- 5-й Предпортовый проезд